# Mantaur
Mike Halac, maggiormente noto con il ring name Mantaur (Omaha, 14 maggio 1968 – Cape Coral, 11 luglio 2023), è stato un wrestler statunitense, principalmente conosciuto per i periodi trascorsi nella World Wrestling Federation nella metà degli anni novanta.

## Carriera

### Catch Wrestling Association (1991–1994)
Nel 1991, con il ring name Bruiser Mastino, Halac si recò in Germania per lavorare nella Catch Wrestling Association. Esordì l'11 novembre, perdendo un match con Rambo per il titolo World Heavyweight Championship. Rimase nella compagnia fino alla fine del 1994, quando tornò negli Stati Uniti per lottare nella World Wrestling Federation.

### World Wrestling Federation (1994–1995)
Halac lottò i primi due incontri nella federazione come Bruiser Mastino sconfiggendo Nikolai Volkoff il 25 e 26 agosto 1994, nel corso di due house show. Pochi mesi dopo, il 7 gennaio 1995 a Superstars of Wrestling (puntata registrata il 10 dicembre 1994), Halac debuttò come Mantaur, sconfiggendo Walter Slow. La gimmick del personaggio era quella di una sorta di Minotauro proveniente dall'isola di Creta, che caricava, calpestava gli avversari e muggiva nei loro confronti. Inoltre, si presentava sul ring durante l'entrata indossando una maschera da toro. Poco tempo dopo l'esordio, Jim Cornette divenne il suo manager. Quindi Mantaur cominciò una piccola striscia di imbattibilità, sconfiggendo una serie di jobber. Arrivò vicino a battere l'allora Intercontinental Champion Razor Ramon, ma perse l'incontro per squalifica per le interferenze di Jeff Jarrett, che all'epoca era coinvolto in un feud con Ramon. Mantaur fece la sua prima ed unica apparizione in un pay-per-view della WWF alla Royal Rumble 1995, dove prese parte al Royal Rumble match resistendo sul ring nove minuti prima di essere eliminato da Lex Luger.
Mantaur fu sconfitto dal World Champion Bret "The Hitman" Hart durante la registrazione di una puntata di Wrestling Challenge il 26 aprile 1995. Partecipò al torneo King of the Ring 1995 ma venne eliminato da Bob "Spark Plug" Holly nel match di qualificazione all'evento. Nel suo ultimo match in WWF trasmesso in TV, perse contro Bam Bam Bigelow. La sua ultima apparizione si ebbe in un lumberjack match tra Sycho Sid e Diesel svoltosi a In Your House 2, tra i lottatori a bordo ring.

### Extreme Championship Wrestling e ritorno in CWA (1995–1996)
Dopo aver lasciato la WWF, Halac tornò a combattere come Bruiser Mastino e si accasò nella Extreme Championship Wrestling. Esordì nella compagnia il 1º dicembre 1995, con una vittoria ai danni di The Dark Ninja. Otto giorni dopo, perse contro Hack Meyers a December to Dismember. Qualche settimana dopo fu sconfitto anche da 911. Allo show Holiday Hell, Mastino sconfisse El Puerto Ricano nel suo ultimo match nella promozione, durante il quale fu canzonato dal pubblico che intonò il coro "Mantaur" con intenti ironici. Quindi fece ritorno alla Catch Wrestling Association lottando con la nuova identità di Terminator Mastino.

### Ritorno in WWF (1996)
Nell'aprile 1996, Halac tornò in WWF per interpretare il ruolo della guardia del corpo di Goldust. Apparve al fianco di Goldust a In Your House 7 in occasione del suo match contro Ultimate Warrior. Quando Goldust perse, aggredì Warrior ma fu annientato da quest'ultimo.

### United States Wrestling Association e secondo ritorno in WWF (1997)
Passò poi alla United States Wrestling Association con il ring name Tank, come membro del tag team The Truth Commission, indossando una maschera. Conquistò lo Unified World Heavyweight Championship il 15 marzo 1997, dopo aver sconfitto Jerry Lawler. Cedette indietro il titolo a Lawler nel rematch svoltosi sette giorni dopo. In primavera, Tank restò coinvolto in una controversia riguardante le cinture World Tag Team Championship. Mentre The Interrogator e Recon (partner di Tank
nei Truth Commission) erano campioni, Tank sostituì The Interrogator in occasione di un match e il suo team perse i titoli contro Nick Dinsmore e Flash Flanagan. Il cambio di titolo fu dichiarato non valido, tuttavia, siccome Tank non era membro ufficiale della coppia. Fece ritorno in WWF nel giugno 1997 come membro dei Truth Commission e lottando come Tank. Lottò in sei tag team match in totale nel corso dell'estate.

### World Championship Wrestling (1997)
Halac lottò in un dark match a Monday Nitro della World Championship Wrestling, sconfiggendo Damián 666 il 22 settembre 1997; questa fu la sua unica apparizione nella compagnia.

### Secondo ritorno in CWA e circuito indipendente (1998–2023)
Halac tornò nella CWA nel settembre 1998, nuovamente come Bruiser Mastino. Più avanti nello stesso anno, lottò in tre match nella NWA Germany, vincendo il primo contro Franz Schumann il 22 settembre, perdendo il secondo con Ulf Herman il giorno dopo, e perdendo il terzo con Shumann il 2 dicembre. Lottò anche nella European Wrestling Promotion (EWP), sconfiggendo Christian Eckstein il 25 novembre. Tornò ancora nella EWP il 18 maggio 2001, vincendo un triple threat match contro Eric Schwarz e Martin Nolte. Il giorno dopo, egli sconfisse Big Tiger Steele. Il 3 giugno 2005 tornò a combattere per una sera soltanto in Germania nella Riotgas Wrestling Alliance. Si aggiudicò una battle royal e più avanti quella stessa sera affrontò sul ring suo cugino Cannonball Grizzly per il titolo RWA International. Vinse Grizzly.
Nel giugno 2009, Halac insieme al cugino PN News promosse un tour indipendente intitolato "Beach Brawl 09" con due show che si svolsero a Fun Plex, Omaha, Nebraska e Hartington, Nebraska. La tournée incluse Alex Shelley, Homicide, Matt Morgan, Lenny Lane e Chad Collyer. Nel maggio 2015, con il ring name "The Turkish Terror" Madd Mustafa, conquistò il titolo American Heritage Wrestling Heavyweight Championship. Nel settembre 2016, Halac fece ritorno in Germania per lottare nella European Wrestling Promotion dove in coppia con Thunder affrontò PN News e Christian Eckstein in un match terminato in no contest. Il 28 novembre 2018, Mantaur fu ammesso nella Omaha Pro Wrestling Hall Of Fame. Il 6 aprile 2019 lottò, come Mantaur, nella Game Changer Wrestling (GCW) all'evento Spring Break 3 Part 2 prendendo parte alla Clusterfuck Battle Royal terminata in no contest.

## Vita privata
Nel luglio 2016 Halac prese parte a una causa legale di gruppo nei confronti della WWE intentata da ex wrestler e parenti di lottatori professionisti deceduti, con l'avvocato Konstantine Kyros a rappresentare i querelanti. L'accusa è quella di non aver tutelato la salute e l'integrità fisica dei propri lottatori sotto contratto, sottoponendoli a match pericolosi. Nel settembre 2018 la causa è stata respinta dal giudice Vanessa Lynne Bryant.

### Malattia e morte
Halac era malato di diabete. Morì l'11 luglio 2023, all'età di 55 anni.

## Titoli e riconoscimenti
- Catch Wrestling Association
  - Catch Cup Champion 1992, 1996 CWA Tag Team Champions[23]
- Pro Wrestling Illustrated
  - 235º posto nella lista dei migliori 500 wrestler singoli nei PWI 500 del 1995.[24]
- United States Wrestling Association
  - USWA Unified World Heavyweight Championship (1)[14]